# جان ميرزا (ماجين)
جان ميرزا (بالفارسية: جان میرزا) هي قرية تقع في إيران في قسم ماجين الريفي.